# ポール・ユエ
ポール・ユエ（Paul Huet、1803年10月3日 - 1869年1月9日）はフランスの画家、版画家である。

## 略歴
パリで生まれた。1820年からパリ国立高等美術学校で学び、アントワーヌ＝ジャン・グロやピエール＝ナルシス・ゲランの指導を受けた。同時期のゲランの学生にウジェーヌ・ドラクロワがいて、ドラクロワとユエは友人になった。ドラクロワと私立の美術学校、アカデミー・シュイスでも修業した。1827年からサロン・ド・パリに出展を始めた。1834年に画家の女性と結婚し、妻の健康のために、気候のいいニースなどの南フランスで活動したが、妻は結核で亡くなった。この頃から、水彩画を描き、明るい地中海の風景を描くようになった。
1841年にレジオンドヌール勲章（シュヴァリエ）を受勲した。1842年から1845年はイタリアに滞在し、1843年に再婚した。その後ドラクロワとピレネー山脈に近い、鉱泉地オー＝ボンヌで過ごしたこともあった。その後もブルターニュやイギリス、オランダなどを訪れ、風景画を描いた。

## 作品

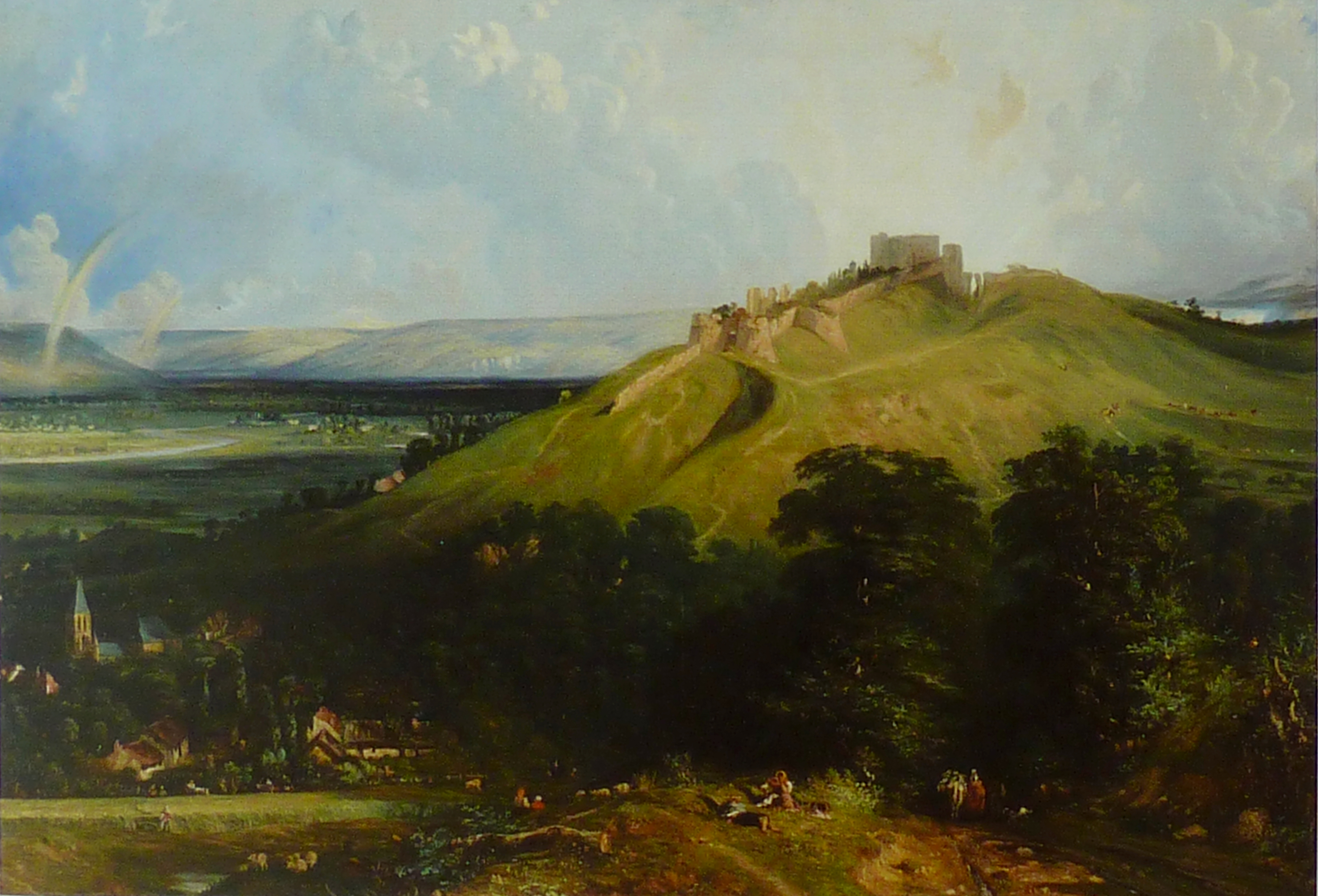
アルク＝ラ＝バタイユの城　(1839)
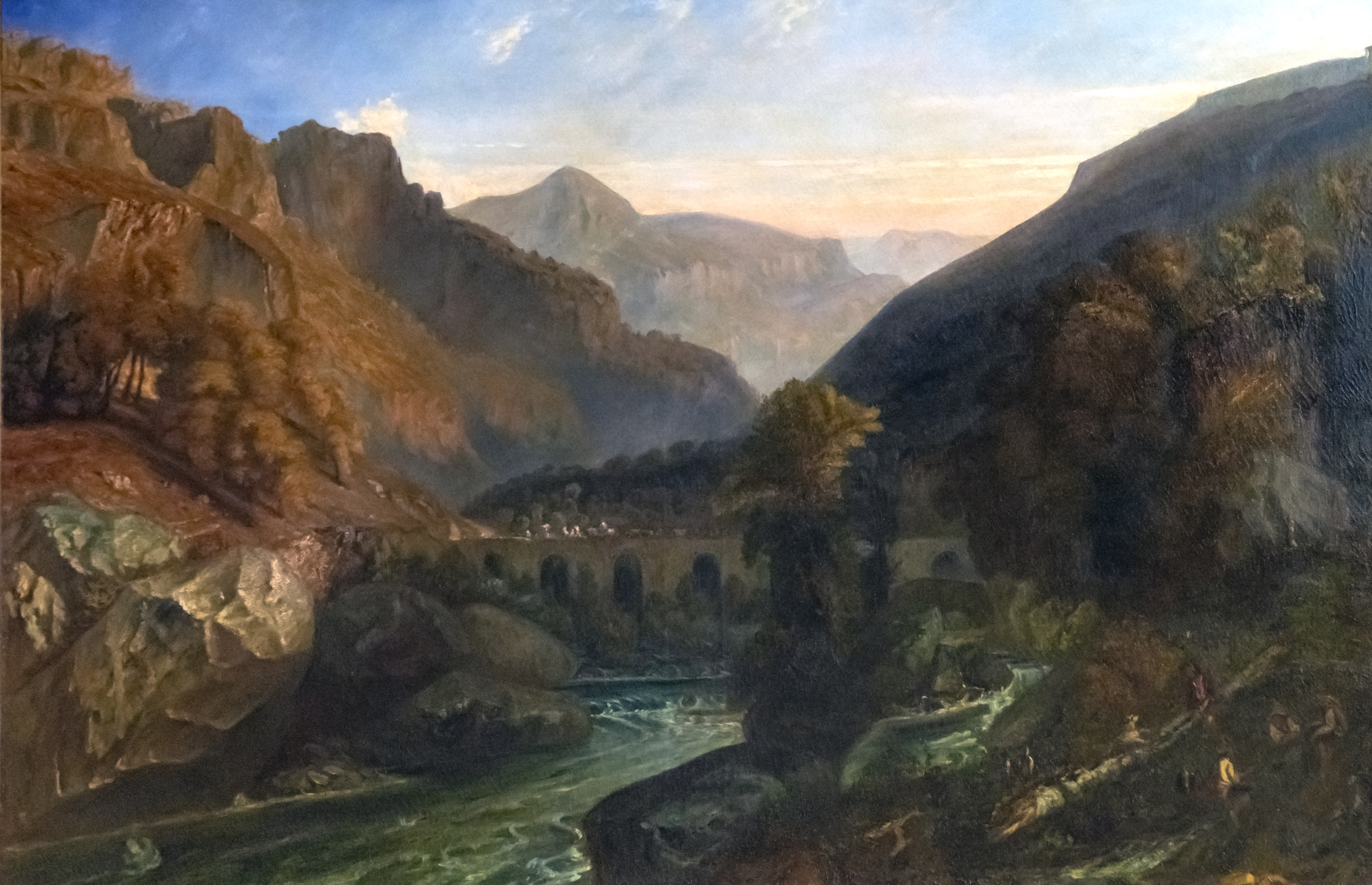
タンドの道の風景 (1849)
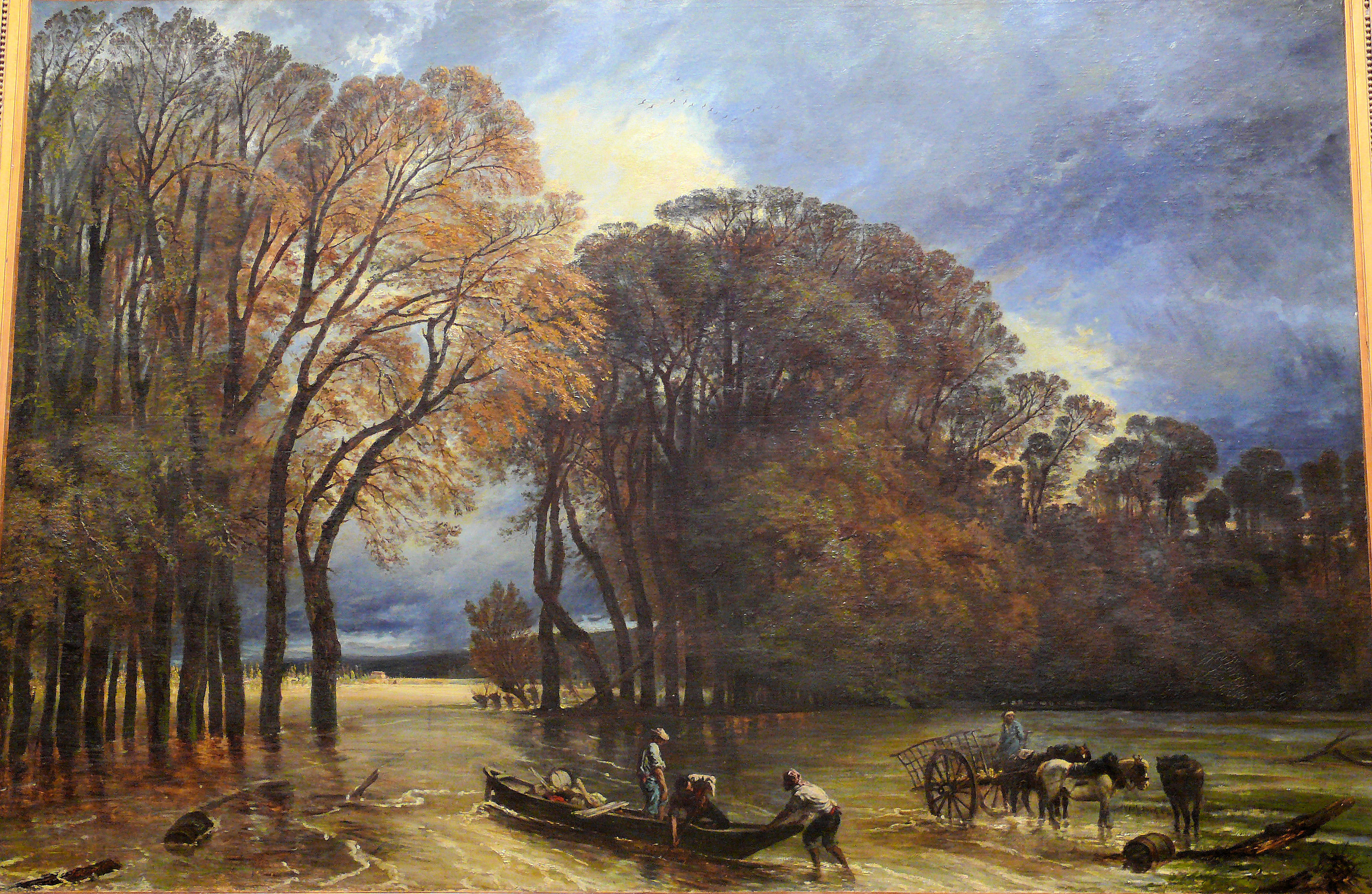
サン＝クルーの洪水
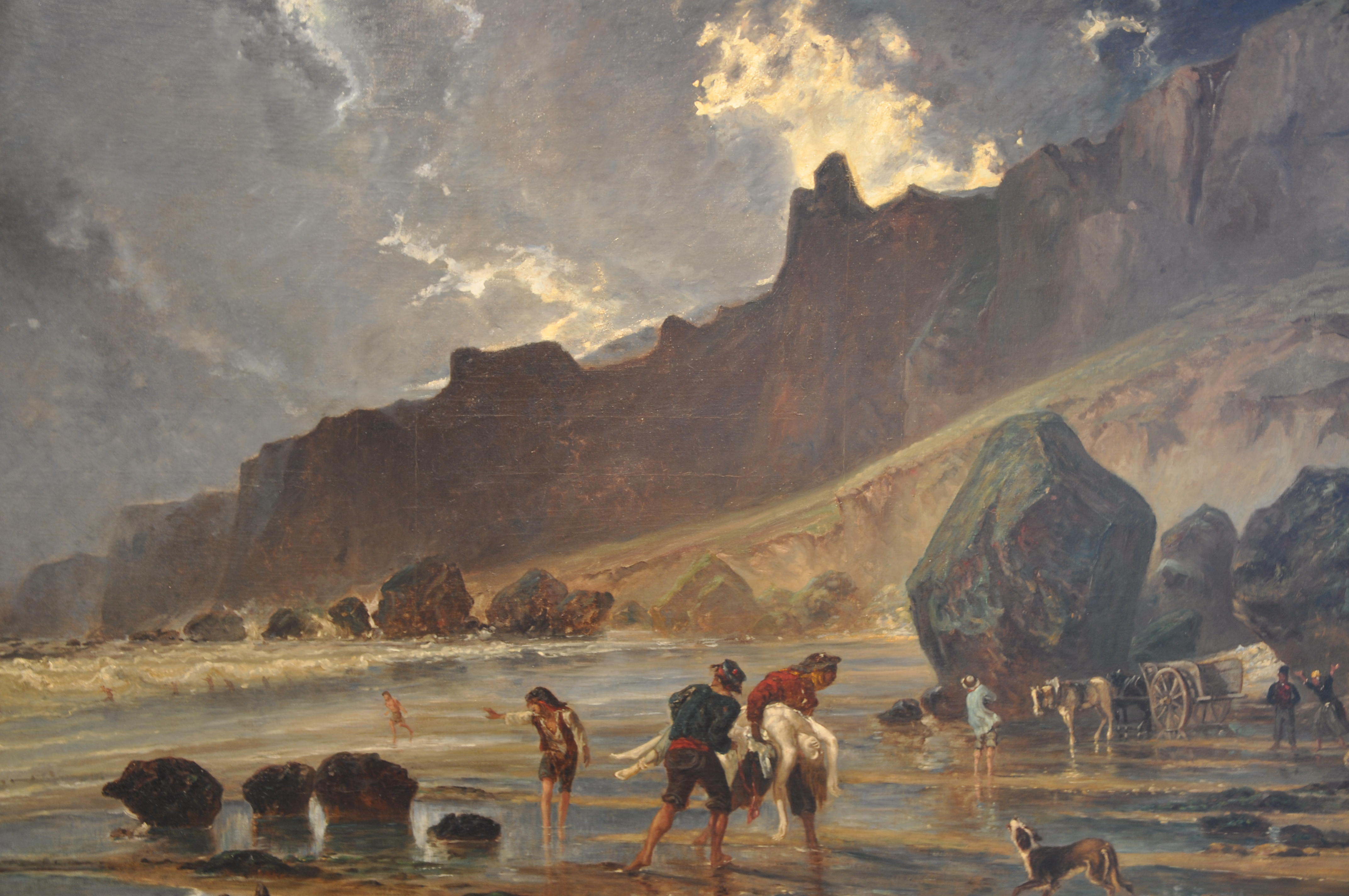
Houlgateの崖の風景(1863) ボルドー美術館 蔵
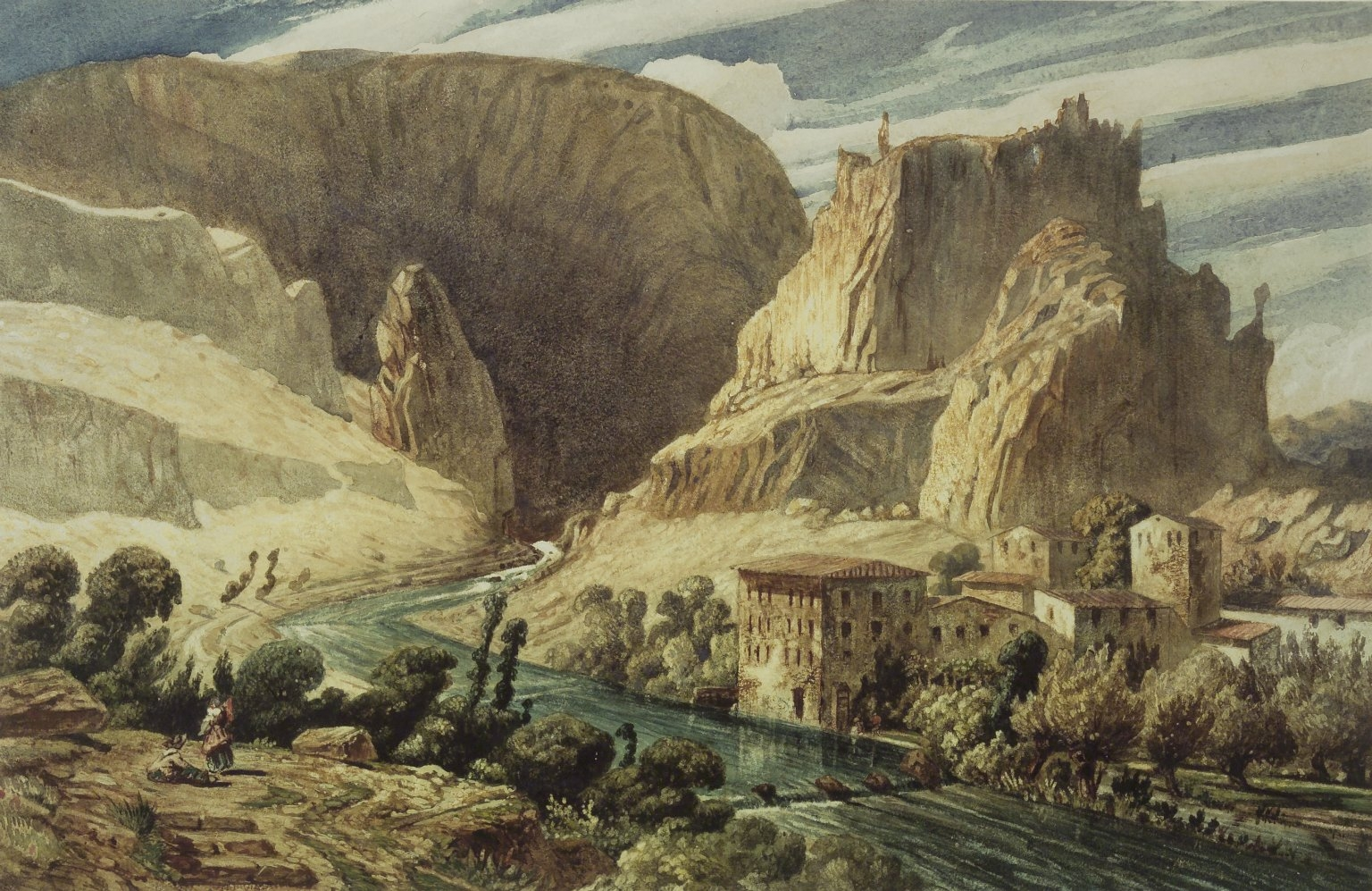
ヴォクリューズの泉(c.1839) ブルックリン美術館 蔵
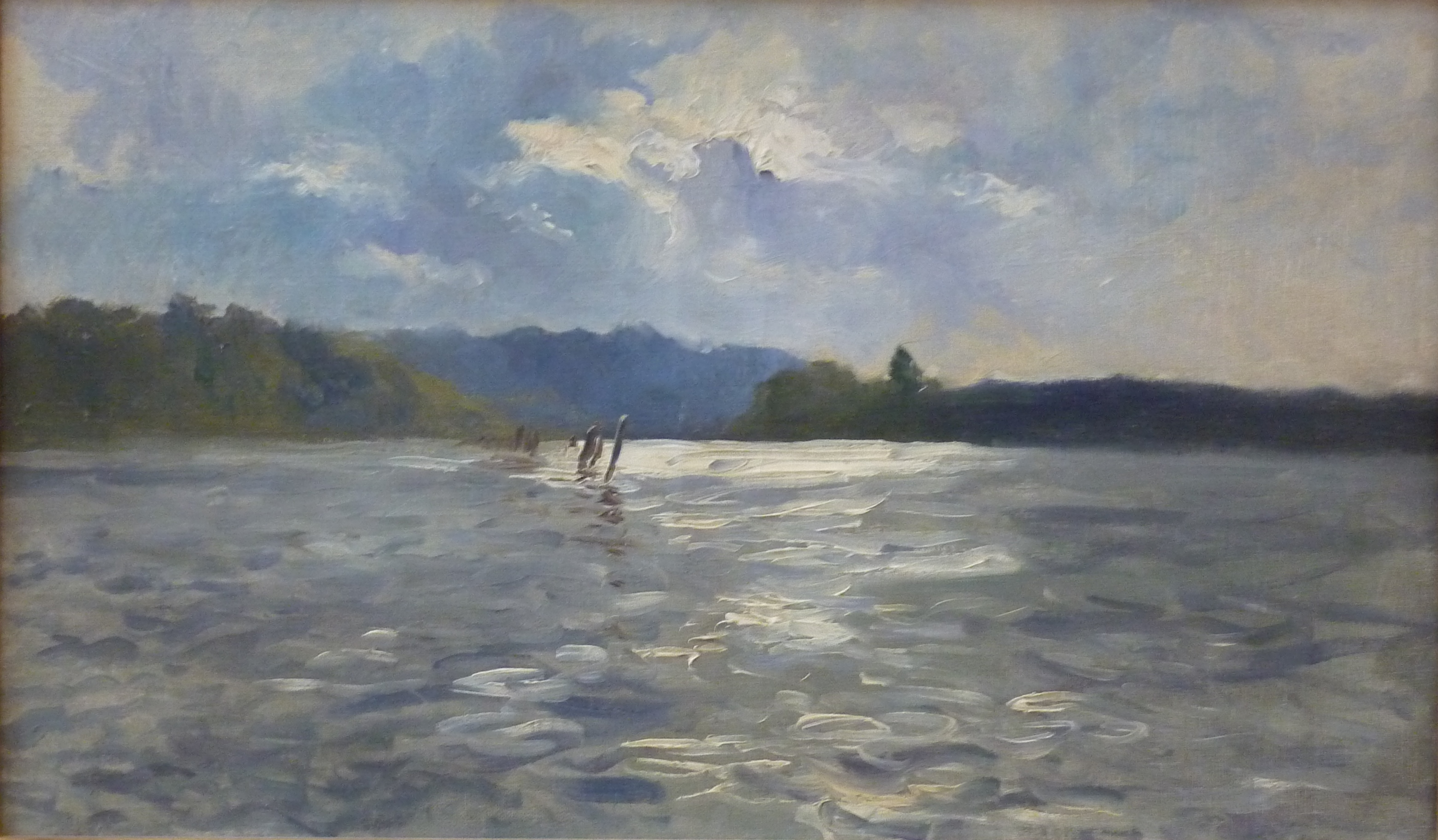
満潮時のライタ川 カンペール美術館 蔵